# 愛して笑ってうれしくて涙して
「愛して笑ってうれしくて涙して」（あいしてわらってうれしくてなみだして）は、DREAMS COME TRUEが2012年11月21日にリリースした配信限定シングル。

## 概要
映画『綱引いちゃった!』主題歌。
iTunes Store、moraなどの音楽配信サービスサイトで配信。着うたフルでも配信された。
2012年10月20日から開催されたコンサートツアー「FANCL Presents 裏ドリワンダーランド 2012/2013」では、会場限定グッズとしてツアーのキャラクター「ワルクマ」のマスコットキーホルダー、通販限定グッズとしてワルクマのぬいぐるみと、この曲が収録されたCDがそれぞれセットにして発売された。また、映画『綱引いちゃった!』のパンフレットにもこの曲が収録されたCDがセットになって発売された。

## 収録曲
1. 愛して笑ってうれしくて涙して
  - 作詞：吉田美和　作曲・編曲：中村正人

## 収録アルバム
- ATTACK25 (#1)
- DREAMS COME TRUE THE ウラBEST! 私だけのドリカム (#1)